# جو بونفر
جو بونفر (هلندی: Jo Bonfrere؛ زادهٔ ۱۵ ژوئن ۱۹۴۶) یک مربی فوتبال اهل هلند است.

## باشگاهی
از باشگاه‌هایی که در آن بازی کرده‌است می‌توان به ام‌وی‌وی ماستریخت اشاره کرد.
وی در مسابقات کشوری و بین‌المللی در مجموع برندهٔ ۱ مدال طلا شده‌است.